# Kulstötning för damer i friidrott vid olympiska sommarspelen 1992
Kulstötning för damer vid olympiska sommarspelen 1992 i Barcelona avgjordes 5-7 augusti.

## Medaljörer
| Gren        | Guld                      | Guld    | Silver               | Silver  | Brons                     | Brons   |
| Kulstötning | Svetlana Kriveljova · OSS | 21,06 m | Huang Zhihong · Kina | 20,47 m | Kathrin Neimke · Tyskland | 19,78 m |

## Resultat

### Kval

#### Grupp A
| Placering | Totalt | Idrottare                | Försök | Försök | Försök | Längd   | Noteringar |
| Placering | Totalt | Idrottare                | 1      | 2      | 3      | Längd   | Noteringar |
| --------- | ------ | ------------------------ | ------ | ------ | ------ | ------- | ---------- |
| 1         | 2      | Natalja Lisovskaja (EUN) | 19.58  | —      | —      | 19.58 m |            |
| 2         | 3      | Svetla Mitkova (BUL)     | 19.21  | —      | —      | 19.21 m |            |
| 3         | 7      | Zhou Tianhua (CHN)       | 17.98  | 18.63  | —      | 18.63 m |            |
| 4         | 8      | Stephanie Storp (GER)    | 18.49  | 18.58  | —      | 18.58 m |            |
| 5         | 11     | Ramona Pagel (USA)       | 16.53  | 18.02  | 17.89  | 18.02 m |            |
| 6         | 12     | Vita Pavlysj (EUN)       | X      | X      | 17.39  | 17.39 m |            |
| 7         | 14     | Myrtle Augee (GBR)       | X      | 15.92  | 16.53  | 16.53 m |            |
| 8         | 15     | Pam Dukes (USA)          | X      | 16.46  | 15.46  | 16.46 m |            |
| 9         | 16     | Georgette Reed (CAN)     | 15.14  | 15.15  | 15.33  | 15.33 m |            |

#### Grupp B
| Placering | Totalt | Idrottare                         | Försök | Försök | Försök | Längd   | Noteringar |
| Placering | Totalt | Idrottare                         | 1      | 2      | 3      | Längd   | Noteringar |
| --------- | ------ | --------------------------------- | ------ | ------ | ------ | ------- | ---------- |
| 1         | 1      | Svetlana Kriveljova (EUN)         | 19.98  | —      | —      | 19.98 m |            |
| 2         | 4      | Kathrin Neimke (GER)              | 19.13  | —      | —      | 19.13 m |            |
| 3         | 5      | Huang Zhihong (CHN)               | 18.93  | —      | —      | 18.93 m |            |
| 4         | 6      | Belsy Laza (CUB)                  | 18.33  | 18.36  | 18.72  | 18.72 m |            |
| 5         | 9      | Krystyna Danilczyk-Zabawska (POL) | 17.51  | 18.04  | 18.30  | 18.30 m |            |
| 6         | 10     | Zhen Wenhua (CHN)                 | 18.07  | X      | 18.17  | 18.17 m |            |
| 7         | 13     | Margarita Ramos (ESP)             | X      | 16.82  | 16.64  | 16.82 m |            |
| 8         | 17     | Elli Evangelidou (CYP)            | 14.42  | 14.38  | 14.69  | 14.69 m |            |
| —         | —      | Bonnie Dasse (USA)                |        |        |        | 16.68 m | DSQ        |

1. ↑  Dasse diskvalificerades efter att ha visat positivt dopingtest.

### Final
| Placering | Idrottare                         | Försök | Försök | Försök | Försök | Försök | Försök | Längd   | Noteringar |
| Placering | Idrottare                         | 1      | 2      | 3      | 4      | 5      | 6      | Längd   | Noteringar |
| --------- | --------------------------------- | ------ | ------ | ------ | ------ | ------ | ------ | ------- | ---------- |
| 1         | Svetlana Kriveljova (EUN)         | 20.34  | 20.09  | X      | 19.99  | 20.89  | 21.06  | 21.06 m |            |
| 2         | Huang Zhihong (CHN)               | 20.25  | 20.19  | 20.47  | X      | 20.11  | 20.44  | 20.47 m |            |
| 3         | Kathrin Neimke (GER)              | 19.61  | 18.56  | 19.56  | 19.22  | X      | 19.78  | 19.78 m |            |
| 4         | Belsy Laza (CUB)                  | 18.78  | 19.70  | X      | X      | 18.69  | 18.75  | 19.70 m |            |
| 5         | Zhou Tianhua (CHN)                | 19.11  | 18.66  | 18.64  | 19.26  | 18.34  | 18.57  | 19.26 m |            |
| 6         | Svetla Mitkova (BUL)              | 19.23  | X      | X      | 19.09  | 19.21  | 19.19  | 19.23 m |            |
| 7         | Stephanie Storp (GER)             | 17.58  | 19.10  | 19.08  | X      | 18.96  | 18.43  | 19.10 m |            |
| 8         | Vita Pavlysj (EUN)                | 18.69  | X      | X      | X      | 18.61  | X      | 18.69 m |            |
|           |                                   |        |        |        |        |        |        |         |            |
| 9         | Natalja Lisovskaja (EUN)          | 18.60  | X      | X      |        |        |        | 18.60 m |            |
| 10        | Krystyna Danilczyk-Zabawska (POL) | 17.61  | 17.89  | 18.29  |        |        |        | 18.29 m |            |
| 11        | Ramona Pagel (USA)                | 18.24  | 18.04  | 17.21  |        |        |        | 18.24 m |            |
| 12        | Zhen Wenhua (CHN)                 | 17.56  | 17.81  | X      |        |        |        | 17.81 m |            |